# الزحبة (الحيمة الداخلية)

تعديل مصدري - تعديل

الزحبة هي إحدى قرى عزلة بني النمري بمديرية الحيمة الداخلية التابعة لمحافظة صنعاء، بلغ تعداد سكانها 120 نسمة حسب تعداد اليمن لعام 2004.